# Pfarrkirche Oberwaltersdorf

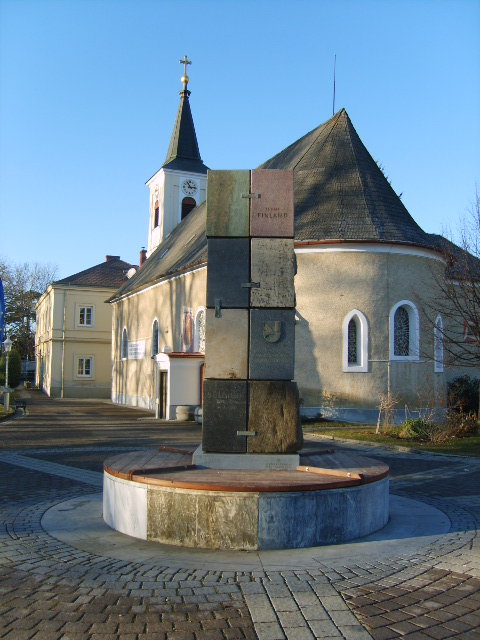
Katholische Pfarrkirche hl. Jakobus der Ältere in Oberwaltersdorf

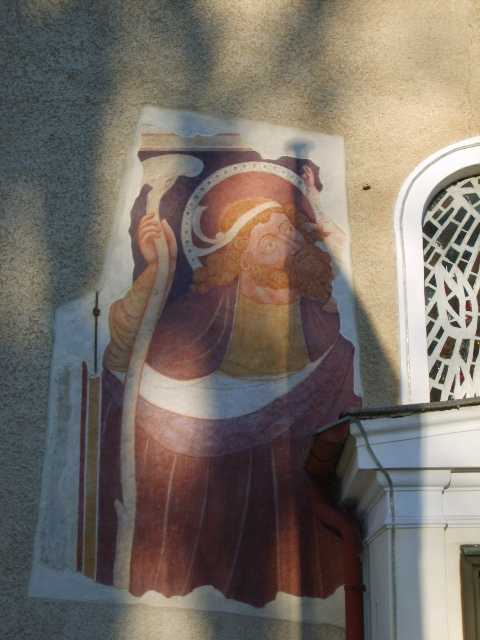
Fresko an der Kirche Oberwaltersdorf

Die römisch-katholische Pfarrkirche Oberwaltersdorf steht im Westen des Ortszentrums in der Marktgemeinde Oberwaltersdorf im Bezirk Baden in Niederösterreich. Die dem Patrozinium hl. Jakobus der Ältere unterstellte Pfarrkirche gehört zum Dekanat Baden in der Erzdiözese Wien. Die Kirche steht unter Denkmalschutz (Listeneintrag).

## Geschichte
Urkundlich wurde 1252 eine Kirche genannt. Anfangs wohl eine Filiale der Pfarre Traiskirchen wurde sie später eine Filiale der Pfarre Baden. 1312 wurde eine selbständige Pfarre dem Stift Melk inkorporiert. Ab 1693 dem Bistum Passau gehörig wurde die Kirche 1784 eine landesfürstliche Patronatspfarre.

## Architektur
Die Kirche mit einem im Kern gotischen barocken Langhaus und einer barocken Apsis hat einen barocken Ostturm, die Kirche ist noch teilweise von der Ummauerung des ehemaligen Friedhofes umgeben.
Das Kirchenäußere zeigt ein schlichtes Langhaus, eine halbrunde Apsis hat ein Rundbogenfenster flankiert von Spitzbogenfenstern. Die südliche Langhauswand zeigt ein massiv übermaltes Fragment einer Wandmalerei hl. Christophorus um 1300. Nördlich steht ein zweigeschoßiger Anbau einer Sakristei und Oratorium, im Obergeschoß zeigt sich ein freigelegtes rechteckiges Steingewändefenster mit einer Sgraffitorahmung aus dem 16. Jahrhundert. Der Ostturm zeigt spätbarocke Schallfenster mit Rahmungen aus 1776/1677, der heutige Spitzhelm entstand 1883.
Das Kircheninnere zeigt einen dreijochigen Saalraum mit einem quadratischen Hauptjoch zwischen einem schmalen Emporenjoch und einem Chorvorjoch mit polygonalen Wandpfeilern mit spätbarocken Kapitellen unter Platzlgewölben, 1776/1677 unter Verwendung der mittelalterlichen Kernes erbaut, die halbrunde Apsis wurde 1776/1677 neu erstellt.

## Ausstattung
Der Hochaltar mit einem schlichten Pfeileraufbau mit einer Rundbogennische mit der Statue hl. Jakobus der Ältere, darüber befindet sich ausladendes Gebälk und im Aufsatz das Auge Gottes flankiert von Putten Giovanni Giuliani zugeschrieben vom ehemaligen Hochaltar der Kapelle vom Schloss Oberwaltersdorf hierher übertragen, er trägt Polierweißstatuen hl. Theresia von Avila und einen männlichen Ordensheiligen, daneben befinden sich auf Konsolen die Statuen des hl. Johannes Nepomuk und eines männlichen Ordensheiligen, der Tabernakel befindet sich vor dem Hochaltar.
Neben dem Haupteingang befindet sich eine Figurengruppe Unterweisung Mariens aus dem dritten Viertel des 18. Jahrhunderts. Die Orgel aus 1830 mit 9 Registern wurde 1987 von Helmut Allgäuer restauriert.